# Steppa e boscaglie del Sahara meridionale
La steppa e boscaglie del Sahara meridionale è un'ecoregione dell'ecozona paleartica, definita dal WWF, che si estende dalla Mauritania, passando per il Mali, l'Algeria, il Niger e il Ciad, fino al Sudan (codice ecoregione: PA1329).

## Territorio
È un'ecoregione di deserto che occupa 1.101.700 chilometri quadrati nel sud del deserto del Sahara: Mauritania centro-orientale, regioni centrali di Mali, Niger e Ciad, estremità meridionale dell'Algeria e Sudan centro-settentrionale. Le piogge cadono soprattutto durante i mesi estivi di luglio e agosto, ma sono estremamente irregolari e variano notevolmente da un anno all'altro. In media, ogni anno cadono tra i 100 e i 200 mm di pioggia, con andamento decrescente da sud a nord. Tuttavia, spesso la regione è colpita da siccità che si protraggono per più anni. Fatta eccezione per le località nei pressi delle coste del Sudan, tutta la regione presenta temperature medie annue con valori compresi tra i 26 e i 30 °C. Gli abitanti della regione sono dediti soprattutto alla pastorizia, in quanto le piogge sono insufficienti per un'agricoltura di tipo pluviale, anche se un po' di agricoltura irrigua viene praticata nei pressi delle sorgenti e lungo gli uidian.

## Flora
Per quanto riguarda la vegetazione, questa ecoregione rientra sia nella fascia di transizione del Sahara che in quella di transizione del Sahel. Il confine settentrionale, ove cresce la stentata vegetazione tipica degli erg, delle hammada e degli uidian, è situato a varie centinaia di chilometri dall'isoieta dei 100 mm, vale a dire dal limite settentrionale dei pascoli di erbe stagionali costituiti da specie dei generi Eragrostis, Aristida, Stipagrostis, Tribulus, Heliotropium e Pulicharia. Tra le specie di alberi presenti, che crescono soprattutto lungo i uidian, vi sono Acacia tortilis, Acacia ehrenbergiana, Balanites aegyptiaca e Maerua crassifolia. A sud, l'ecoregione sfuma pian piano nella savana ad acacia del Sahel, ed iniziano a svilupparsi steppe dell'erba perenne Panicum turgidum.

## Fauna
Tra le principali specie animali che un tempo erano presenti in tutta la regione, ma che sono ormai ridotte a uno sparuto numero di popolazioni sparse, vi sono l'addax (Addax nasomaculatus), la gazzella bianca o rhim (Gazella leptoceros), la gazzella del deserto o dorcade (Gazella dorcas), la gazzella dama (Nanger dama), la iena striata (Hyaena hyaena), il ghepardo (Acinonyx jubatus), il licaone (Lycaon pictus) e lo struzzo (Struthio camelus). Piccole popolazioni di ammotrago o pecora crinita (Ammotragus lervia) sopravvivono forse su alcuni affioramenti rocciosi isolati. L'orice dalle corna a scimitarra (Oryx dammah) e l'alcelafo bubalo (Alcelaphus buselaphus buselaphus), un tempo molto numerosi, sono scomparsi completamente dalla regione. Solamente una specie di vertebrato è endemica di questa ecoregione, il gerbillo Gerbillus dongolanus. Altri mammiferi quasi endemici che è possibile incontrare qui sono due ulteriori specie di gerbillo, Gerbillus mauritaniae e G. principulus.

## Conservazione

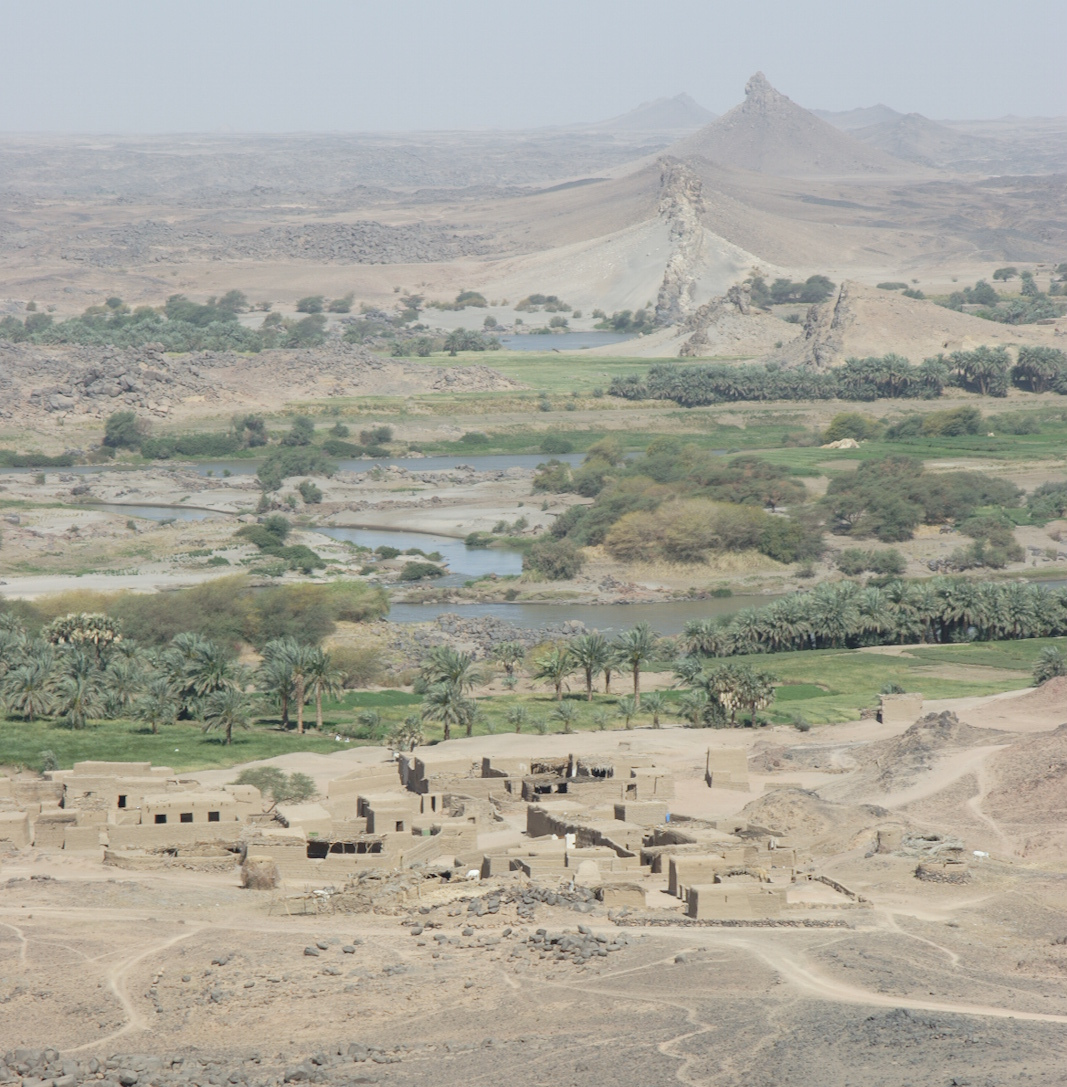
Dar al-Manasir, Sudan

Questa ecoregione è minacciata dalla siccità, esacerbata anche dal gran numero di capi di bestiame che ne impoveriscono sempre più la già scarsa copertura vegetale.
Tra le principali aree protette figurano la riserva naturale Aïr-Ténéré in Niger e la riserva faunistica Ouadi Rimé-Ouadi Achim in Ciad.